# O Pavilhão Púrpura (livro)
O Pavilhão Púrpura é o título do segundo romance de uma trilogia que aborda as ideologias do fascismo e do comunismo e os grandes acontecimentos que marcaram as sociedades portuguesa, chinesa, soviética e japonesa.

## Enredo
Pode uma ideia mudar o mundo? 
Nova Iorque, 1929.
 
A bolsa entra em colapso, milhares de empresas fecham, milhões de pessoas vão para o desemprego. A crise instala-se no planeta. 

Salazar é o ministro das Finanças em Portugal e a forma como lida com a Grande Depressão granjeia-lhe crescentes apoios. Conta com Artur Teixeira para subir a chefe de governo, mas primeiro terá de neutralizar a ameaça fascista. 
O desemprego lança o Japão no desespero. Satake Fukui vê o seu país embarcar numa grande aventura militarista, a invasão da Manchúria, na mesma altura em que tem de escolher entre a bela Harumi e a doce Ren. 
Lian-hua escapa a Mao Tse-tung e vai para Peiping. É aí que a jovem chinesa e a sua família enfrentam as terríveis consequências da invasão japonesa da Manchúria. 
A crise mundial convence os bolcheviques de que o capitalismo acabou. Estaline intensifica as coletivizações na União Soviética e o preço, em mortes e fome, é pago por milhões de pessoas. Incluindo Nadezhda.
O mundo à beira do abismo.